# 이훈우
이훈우(李醺雨, 1886년 9월 28일 ~ 1937년 9월 20일)는 일제강점기 조선의 건축가이다. 본관은 경주이며, 자는 성구(誠龜)이다.

## 생애
1886년, 경상남도 하동군에서 이종구(李鍾龜)의 셋째 아들로 태어났다. 하동의 지역 유지였던 이은우는 그의 형이다.
일본에 유학하여 1908년 4월에는 나고야고등공업학교(현재의 나고야 공업대학) 건축과에 입학하였다. 1911년 3월에 졸업한 후에는 조선에 돌아가 조선총독부 탁지부 세관공사과, 조선총독부 총독관방 토목국 영선과에 소속되었다. 1917년 12월 31일, 총독관방 토목국 영선과 기수(技手)로 임명되었다. 조선총독부의 경복궁 신청사 건축 과정에 참여하여 《조선총독부 청사 신영지》에 전 직원으로 이름을 올렸다.
1920년, 총독부 기수직에서 물러나고 이훈우건축공무소를 개업하였다. 이훈우건축공무소는 조선인이 개업한 건축사무소로는 가장 이른 사례로 거론된다. 개업 당시 그는 '조선 건축계에 유일한 기술가'로 불렸으며, 조선의 건축물을 개량하기 위해 건축사무소를 개업했다고 한다. 또한 1923년에는 《동아일보》에 〈주택은 여하히 개량할가〉(주택은 어떻게 개량할까?), 1927년에는 《중외일보》에 〈우리의 주택은 첫재구조부터 고쳐야학니다〉(우리의 주택은 첫째 구조부터 고쳐야 합니다.)라는 글을 기고하여, 위생 측면에서 주택 개량과 가옥 구조 개편의 필요성을 주장하였다.

## 작품
- 부산중학교(1913년)
- 보성고등보통학교(1914년)
- 동덕여학교(1915년)
- 민립 서울병원(1921년): 미완성
- 천도교 대신사출세백년기념관(1924년)
- 진주 일신여자고등보통학교(1928년): 경상남도 회계과[4]와 공동 작업
- 조선일보사 평양지국 사옥(1929년)

## 같이 보기
- 박길룡
- 이은우
- 조선총독부 청사와 관사

## 참고 문헌
- 김현경; 유대혁; 황두진 (2020년 6월). “건축가 이훈우에 대한 연구” (PDF). 《건축역사연구》 29 (3). doi:10.7738/JAH.2020.29.3.037. 2021년 2월 8일에 확인함.
- “최초 건축가 이훈우의 발견… 한국 근대 건축사 다시 써야 할 이유”. 서울신문. 2021년 3월 25일.